# Max Svensson
Max Johan Erik Svensson (Teckomatorp, 19 giugno 1998) è un calciatore svedese, attaccante dell'Helsingborg.

## Caratteristiche tecniche
Viene impiegato prevalentemente come ala sinistra, ma talvolta anche come centrocampista offensivo o mezzala.

## Carriera

### Club
La prima parte della sua carriera giovanile si è divisa tra Teckomatorps SK e Häljarps IF, rispettivamente la squadra della sua area urbana di origine e un'altra piccola squadra a pochi chilometri da lì, nel sud-ovest della Svezia.
Nell'autunno del 2009, a poco meno di 12 anni di età, è entrato a far parte delle giovanili dell'Helsingborg, la cui prima squadra è tra le più importanti di tutta la regione.
Dopo aver disputato qualche partita nella quarta serie nazionale con l'HIF Akademi – squadra di sviluppo che era attiva all'epoca – Svensson ha esordito in Allsvenskan il 16 luglio 2016 giocando gli ultimi minuti della sfida esterna vinta contro il GIF Sundsvall. Nel corso di quella stagione ha ottenuto anche una seconda presenza in campionato.
A fine anno, tuttavia, la squadra ha chiuso l'Allsvenskan 2016 con un'inaspettata retrocessione, ed è ripartita dal campionato di seconda serie. Ciò ha contribuito a dare maggiore spazio a Svensson, che nel corso della Superettan 2017 ha collezionato 24 presenze di cui 11 da titolare e 13 da subentrante. L'Helsingborg non è riuscito a centrare immediatamente il ritorno nella massima serie, ma ci è riuscito al secondo tentativo vincendo la Superettan 2018, campionato in cui Svensson ha giocato tutte e 30 le partite contribuendo anche con 9 reti segnate. Nel 2019, alla sua prima vera stagione in Allsvenskan, è stato il miglior marcatore dei rossoblu con 7 gol in 30 partite. Le sue 6 reti in 29 partite dell'Allsvenskan 2020 non furono invece sufficienti per evitare il penultimo posto in classifica della squadra e la conseguente retrocessione.
Nonostante la discesa di categoria, Svensson ha comunque iniziato la Superettan 2021 all'Helsingborg, ma nel luglio 2021 a campionato in corso è stato ceduto a titolo definitivo agli olandesi del Willem II. Svensson ha debuttato in Eredivisie il 15 agosto 2021 in una sconfitta per 4-0 contro il Feyenoord, entrando in campo al 67º minuto al posto di Ché Nunnely. Il 2 ottobre ha segnato il suo primo gol con la squadra contro l'Heracles Almelo, che sarebbe stato anche il suo unico gol stagionale. Alla fine della sua prima annata olandese, in cui ha giocato tutte le partite di campionato, il club è retrocesso in Eerste Divisie. Ha esordito in questa categoria contro lo Jong PSV, segnando un gol. Anche in questa stagione è stato un titolare fisso, mancando solo una partita di campionato. Inizialmente ha giocato come ala sinistra, poi come centrocampista offensivo e centrale in un modulo 3-5-2. Con il Willem II ha concluso la stagione al quarto posto. Nel suo terzo anno con il Willem II, Svensson ha vinto il campionato di Eerste Divisie, giocando ventiquattro partite di campionato e segnando quattro gol.
Dopo la scadenza del suo contratto con il Willem II, nel luglio 2024 Svensson è tornato in Svezia, firmando un contratto fino alla fine dell'anno solare con il Kalmar, squadra che in quel momento era invischiata nella lotta per retrocedere. A fine anno si è concretizzata la retrocessione.
A partire dal gennaio 2025 Svensson è tornato ad essere un giocatore dell'Helsingborg, squadra che stava militando nel campionato di Superettan, ovvero la seconda serie nazionale.

### Nazionale
Ha giocato nelle nazionali giovanili svedesi Under-19 ed Under-21.

## Palmarès

### Club

#### Competizioni nazionali
- Eerste Divisie: 1

Willem II: 2023-2024